# No Man's Heath, Warwickshire
No Man's Heath är en by i civil parish Newton Regis, i distriktet North Warwickshire, i grevskapet Warwickshire, i England. Byn är belägen 11 km från Atherstone. No Mans Heath var en civil parish 1866–1888 när blev den en del av Newton Regis. Civil parish hade 70 invånare år 1881.